# Tapinoma simrothi
Tapinoma simrothi é uma espécie de formiga do gênero Tapinoma.